# Alchemilla tichomirovii
Alchemilla tichomirovii es una especie de planta del género Alchemilla, perteneciente a la familia Rosaceae.

## Taxonomía
Alchemilla tichomirovii fue descrita por Czkalov en 2011.

## Distribución
Se encuentra en el territorio este de Europa hasta el oeste de Siberia.